# NGC 1621
NGC 1621 (ook: NGC 1626) is een elliptisch sterrenstelsel in het sterrenbeeld Eridanus. Het hemelobject werd in 1886 ontdekt door de Amerikaanse astronoom Francis Preserved Leavenworth.

## Synoniemen
- PGC 15626
- MCG -1-12-35
- NPM1G -05.0207